# Lezhë (præfektur)
Lezhë  er et af Albaniens tolv præfekturer, og ligger i den nordlige del af landet. Administrationscenteret er byen Lezhë.  1. januar 2017 havde præfekturet 129.019 indbyggere.
Præfekturet består av kommunerne Kurbin, Lezhë og Mirditë. Det dækker de tidligere distrikter Kurbin, Lezhë og Mirditë.